# ترودیه
ترودیه (به سوئدی: Trödje) یک سکونتگاه مسکونی در سوئد است که در Gävle Municipality واقع شده‌است.

## خصوصیات
ترودیه ۰٫۷۰ کیلومترمربع مساحت و ۳۳۳ نفر جمعیت دارد.